# Harald Kruska
Harald Kruska (* 23. Oktober 1908 in Thorn; † 17. September 1993 in Berlin) war ein deutscher evangelischer Theologe und Hochschullehrer.

## Leben

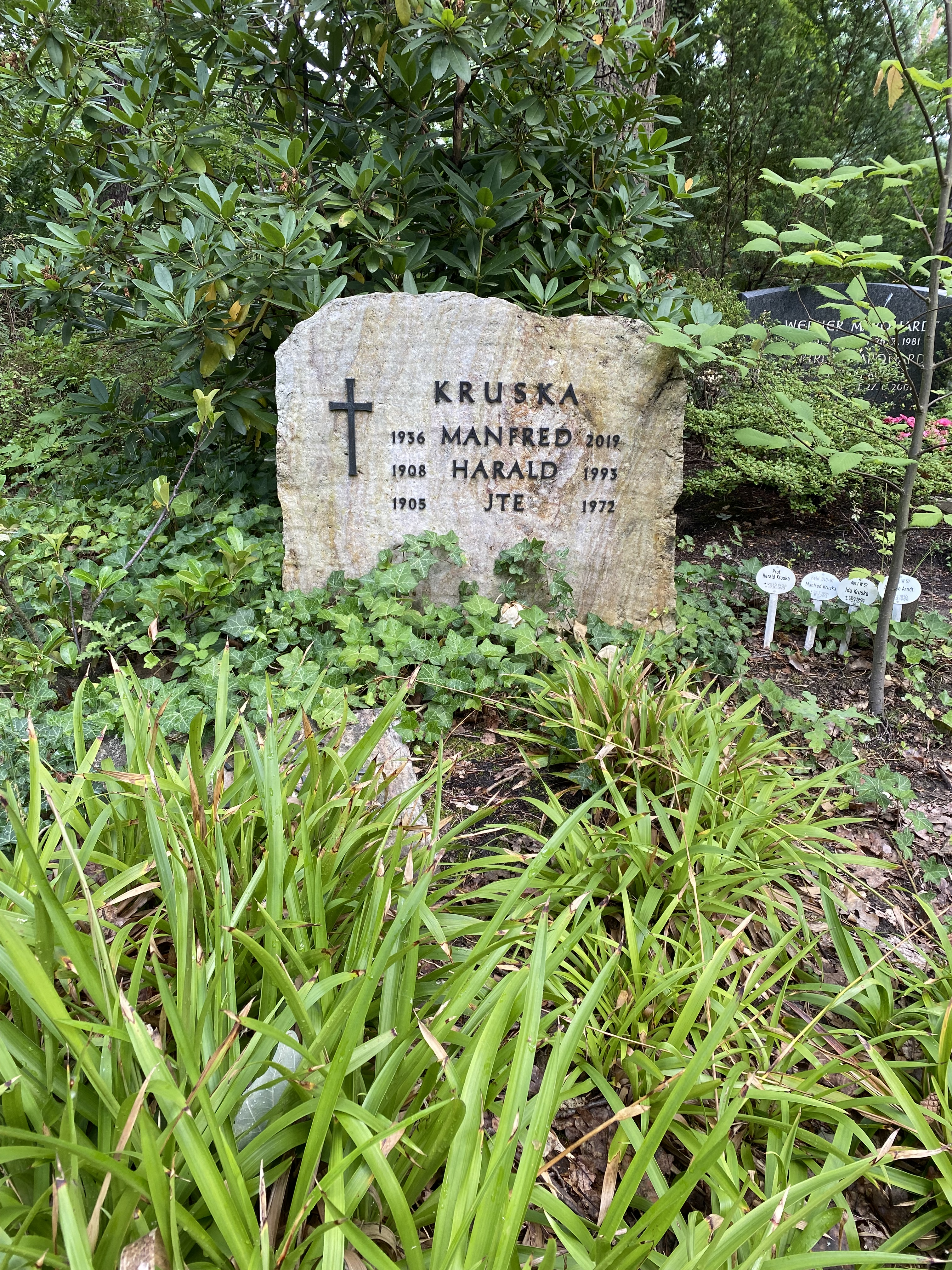
Grabstätte auf dem Waldfriedhof Zehlendorf

Harald Kruska besuchte die Universitäten in Berlin, Göttingen, Königsberg, Posen und Tübingen. Ferner studierte er an der schwedischen Universität Lund, dort erwarb er das theologische  Lizenziat und übersetzte eine Schrift seines Kollegen Folke Holmström (1902–1978) ins Deutsche. Nach seiner Ordination übernahm Kruska 1934 eine Pfarrstelle in Libau. 1940 wechselte er nach Posen und hatte neben dem Pfarramt eine Dozentur an der Kirchlichen Theologischen Hochschule der Unierten Evangelischen Kirche.
Nach Vertreibung und Kriegsende kam Kruska nach Berlin und setzte sich umfangreich für die  Unterstützung anderer Flüchtlinge ein. Bereits 1946 übernahm er eine Dozentenstelle, 1950 eine Professur für Systematische Theologie und Kirchengeschichte an der dortigen Kirchlichen Hochschule. 1952/53 hatte er das Rektorat inne, von 1958 bis 1966 amtierte er als Ephorus.
Kruska war daneben in zahlreichen Gremien und Vereinigungen vertreten. 1952 hatte er die Leitung des sogenannten „Kirchendienstes Ost“ übernommen, der sich unter anderem die Unterstützung der aus dem Osten gekommenen kirchlichen Amtsträger nebst deren Angehöriger zur Aufgabe gemacht hatte. Er war Vorsitzender des „Konvents der zerstreuten Ostkirchen“ und des Hilfskomitees der Evangelischen Kirche der Union (EKU) sowie von 1961 bis 1982 des Berliner Gustav-Adolf-Werks. Darüber hinaus war Kruska Mitglied im Ostkirchenausschuss der Evangelischen Kirche in Deutschland und der Synode der EKU.
Für sein Wirken wurde Harald Kruska 1978 mit der Ehrenplakette des Bundes der Vertriebenen ausgezeichnet. Er verstarb im Alter von 84 Jahren in Berlin und wurde auf dem Waldfriedhof Zehlendorf beigesetzt. Die Grabstätte liegt im Feld 040.

## Veröffentlichungen (Auswahl)
- Das eschatologische Denken der Gegenwart (Det eskatologiska motivet i nutida teologi) – Übersetzung aus dem Schwedischen, Verlag Bertelsmann, Gütersloh 1936.
- Luther und das Bekenntnis, Luther-Verlag, Posen 1938.
- Gestalten und Wege der Kirche im Osten – Festgabe für Arthur Rhode zum 90. Geburtstage am 13. Dezember 1958 (als Herausgeber), Verlag Unser Weg, Ulm 1958.
- Festschrift zum Gedenken an Generalsuperintendent D. Paul Blau anlässlich seines 100. Geburtstages am 15.5.1961 (als Herausgeber)